# Leucauge mahurica
Leucauge mahurica är en spindelart som beskrevs av Embrik Strand 1913. Leucauge mahurica ingår i släktet Leucauge och familjen käkspindlar. Inga underarter finns listade i Catalogue of Life.